# Saison 2011 de l'équipe cycliste Cofidis
La saison 2011 de l'équipe cycliste Cofidis est la quinzième de l'équipe. Elle a débuté en janvier au Grand Prix d'ouverture La Marseillaise et s'est terminée en octobre à Paris-Tours. Du fait de son statut d'équipe continentale professionnelle, elle doit être invitée par les organisateurs pour disputer les courses classées UCI World Tour, y compris les grands tours (Tour d'Italie, Tour de France, Tour d'Espagne).
Le coureur ayant rapporté le plus de victoires à l'équipe est David Moncoutié. Vétéran de l'équipe, il remporte le classement général du Tour méditerranéen ainsi que du Tour de l'Ain. Il remporte également la 5e étape du Tour méditerranéen, une étape du Tour d'Espagne et le Grand Prix de la montagne de cette course, pour la quatrième fois consécutive (un record pour cette compétition). Le sprinteur français Samuel Dumoulin a remporté six victoires. Les coureurs de Cofidis ont cumulé lors de la saison 20 victoires dont 4 en World Tour. L'équipe termine l'année à la 5e place de l'UCI Europe Tour.

## Préparation de la saison 2011

### Arrivées et départs
En 2011, Nicolas Edet, après être passé comme stagiaire dans l'équipe en fin d'année 2010, signe un contrat professionnel avec la formation d'Eric Boyer. Yoann Bagot, à la suite d'une saison convaincante au Vélo-Club La Pomme Marseille, s'est engagé en faveur de l'équipe Cofidis pour deux saisons. Deux autres néo-professionnels arrièrent par la suite: Florent Barle et Adrien Petit. Le premier cité a notamment remporté en 2010 le Tour des Pyrénées une épreuve très montagneuse. Nicolas Vogondy, l'expérimenté coureur français, ancien cadre de la formation BBox Bouygues Telecom, s'engage lui aussi pour deux saisons avec Cofidis. Le champion de Lettonie sur route Aleksejs Saramotins arrive également dans le Nord après une année auprès de Mark Cavendish dans la formation HTC-Columbia. L'espagnol Luis Ángel Maté rejoint aussi l'équipe en provenance de l'équipe Androni Giocattoli-Serramenti PVC Diquigiovanni.
Au niveau des départs, cinq coureurs ont quitté Cofidis. Rémi Pauriol, après deux saisons quitte la formation d'Eric Boyer pour rejoindre la FDJ, l'équipe dirigée par Marc Madiot. Pauriol cherche ainsi à relancer sa carrière. Amaël Moinard quitte lui aussi Cofidis pour rejoindre la BMC Racing et son leader, Cadel Evans. Moinard avait annoncé son départ lors du Tour de France 2010, le 9 juillet. Guillaume Blot rejoint quant à lui la Bretagne-Schuller, équipe promu au second échelon du cyclisme mondial l'année même. Sébastien Minard signe chez AG2R La Mondiale, équipe UCI World Tour, pour deux saisons. Minard avait notamment remporté Paris-Camembert en 2010. Christophe Kern rejoint lui la formation Europcar.
| Arrivées            | Équipe 2010                                     |
| ------------------- | ----------------------------------------------- |
| Yoann Bagot         | Vélo-Club La Pomme Marseille                    |
| Florent Barle       | AVC Aix-en-Provence                             |
| Nicolas Edet        | Véranda Rideau Sarthe 72                        |
| Luis Ángel Maté     | Androni Giocattoli-Serramenti PVC Diquigiovanni |
| Adrien Petit        | CC Nogent-sur-Oise                              |
| Aleksejs Saramotins | HTC-Columbia                                    |
| Nicolas Vogondy     | BBox Bouygues Telecom                           |

| Départs          | Équipe 2011               |
| ---------------- | ------------------------- |
| Stéphane Augé    | Directeur sportif Cofidis |
| Guillaume Blot   | Bretagne-Schuller         |
| Christophe Kern  | Europcar                  |
| Sébastien Minard | AG2R La Mondiale          |
| Amaël Moinard    | BMC Racing                |
| Rémi Pauriol     | FDJ                       |

## Déroulement de la saison

### Course d'un jour

#### Avant les classiques de printemps
L'équipe a commencé la saison au Grand Prix d'ouverture La Marseillaise. Lors de cette course, Julien El Fares s'est classé dixième. En février, Tony Gallopin s'est classé 9e au Trofeo Palma de Mallorca et 10e au Trofeo Inca du Challenge de Majorque.

#### Classiques de printemps
Lors de Kuurne-Bruxelles-Kuurne, le jeune néo-professionnel Adrien Petit obtient la 9e place. Au Samyn quelques jours plus tard, Kevyn Ista termine 2e à 8 secondes du vainqueur en solitaire, Dominic Klemme. Deux semaines plus tard, Jens Keukeleire termine 4e du sprint de la Nokere Koerse. Tony Gallopin termine ensuite sur le podium du Cholet-Pays de Loire. C'est Thomas Voeckler qui remporte cette course grâce à une attaque dans les derniers kilomètres. Nicolas Vogondy finit la Route Adélie de Vitré à la quatrième place. Il figurait pourtant dans la bonne échappée. La première victoire de l'année lors d'une classique est celle de Tony Gallopin à la Flèche d'Émeraude. Cette victoire intervient le même jour que le prestigieux Tour des Flandres. Demaret à ensuite empoché la seconde victoire de l'équipe dans les courses en ligne au SEB Tartu GP battant au sprint ses cinq compagnons d'échappée. Les meilleures performances de l'équipe lors de monuments sont 37e à Milan-San Remo, 19e au Tour des Flandres, 29e à Paris-Roubaix, et enfin 57e à Liège-Bastogne-Liège.

#### Classiques d'automne
Lors des classiques d'automne l'équipe a accumulé les places d'honneur mais n'a obtenu aucune victoire. Fin juillet, Julien El Fares et Tony Gallopin ont obtenu respectivement la 2e et la 6e place de la Polynormande. Cette course a permis à Tony Gallopin de reprendre la tête de la coupe de France repassant ainsi devant Romain Feillu qui lui avait subtilisé sa place au Tour du Finistère. En octobre, Adrien Petit termine Binche-Tournai-Binche sur la troisième marche du podium derrière Rüdiger Selig et Baden Cooke. Leonardo Duque prend la 7e place du Grand Prix de la Somme. À l'issue du Tour de Vendée, Tony Gallopin remporte la coupe de France devant Romain Feillu et Sylvain Georges.

### Courses par étapes
En début d'année, Samuel Dumoulin remporta la première victoire de l'équipe. Il s'agit de la troisième étape de l'Étoile de Bessèges. David Moncoutié remporta par la suite l'étape reine du Tour méditerranéen au Mont Faron. Grâce à cette victoire, Moncoutié s'impose au classement général. Ensuite, Samuel Dumoulin remporta la première étape du Tour du Haut-Var en battant au sprint l'Italien Rinaldo Nocentini. En mars, Rein Taaramäe prit la quatrième place du Paris-Nice et remporta le classement des coureurs de moins de 25 ans. Il prit la troisième place du Critérium international derrière Fränk Schleck et Vasil Kiryienka. Lors du Tour de Catalogne, Samuel Dumoulin remporta deux étapes. En juin, Luis Ángel Maté s'imposa au cours de la dernière étape de la Route du Sud. En juillet, c'est au tour de Jens Keukeleire de remporter une étape, au Tour d'Autriche. Durant cette course, Nicolas Edet s'empara du classement de la montagne un point devant le jeune coureur français Alexandre Geniez. En août, Samuel Dumoulin remporta la première étape de Paris-Corrèze ainsi que le classement général. Rémi Cusin s'imposa devant Matti Breschel dans la seconde étape du Tour du Danemark. David Moncoutié remporta ensuite le classement général du Tour de l'Ain. Tony Gallopin remporta une étape du Tour du Limousin.

### Grands Tours
Du fait du statut continentale professionnelle de l'équipe, elle ne dispute que les épreuves World Tour auxquelles elle est invitée. Les organisateurs de Grands Tours doivent inviter quatre équipes de leur choix évoluant en continentale professionnelle. Seuls les organisateurs du Tour de France et du Tour d'Espagne ont invité Cofidis. L'équipe n'a donc pas participé au Tour d'Italie.

#### Tour de France
Ayant été sélectionnée par Amaury Sport Organisation, l'équipe participe en juillet (comme toutes les équipes UCI World Tour, ainsi que Saur-Sojasun, Europcar et FDJ) au Tour de France. Les coureurs sélectionnés sont Rein Taaramäe, Mickaël Buffaz, Samuel Dumoulin, Leonardo Duque, Julien El Fares, Tony Gallopin, David Moncoutié, Tristan Valentin et Romain Zingle. 
Lors de la première étape, Rein Taaramäe termine dans le peloton principal en compagnie des favoris pour le classement général. Il termine l'étape à 6 secondes de Philippe Gilbert et à 3 secondes de Cadel Evans. Le lendemain, l'équipe obtient un mauvais résultat. Les coureurs finissent avant-derniers (devant Euskaltel-Euskadi). Durant la première moitié du Tour, Cofidis n'obtient que des places d'honneur, notamment par l'intermédiaire de Samuel Dumoulin. Lors de la 13e étape, David Moncoutié obtient la seconde place derrière Thor Hushovd et devant Jérémy Roy qui malgré son attaque dans le col d'Aubisque, s'est fait rejoindre dans les derniers hectomètres. Après la 18e étape, Rein Taaramäe s'empare du maillot blanc de meilleur jeune, en terminant à 3 minutes du vainqueur du jour Andy Schleck et 4 minutes devant Rigoberto Urán, précédent détenteur du maillot blanc. Le lendemain, grâce à sa victoire devant Alberto Contador et Samuel Sánchez, Pierre Rolland s'empare du maillot blanc qu'il garde lors du contre la montre malgré de plus faibles capacités que Rein Taaramäe sur l'épreuve chronométrée. À la suite du Tour, Éric Boyer se montre satisfait des performances de Taaramäe.

#### Tour d'Espagne
Les coureurs retenus pour le Tour d'Espagne sont Yoann Bagot, Nicolas Edet, Luis Ángel Maté, David Moncoutié, Aleksejs Saramotins, Nico Sijmens, Rein Taaramäe, Nicolas Vogondy et Julien Fouchard.
Lors de la 11e étape, David Moncoutié s'impose devant Beñat Intxausti et Luis León Sánchez. Puis, durant la 14e étape, Rein Taaramäe l'emporte devant le futur vainqueur de la compétition Juan José Cobo et David de la Fuente. Trois étapes plus tard, Taaramäe abandonne. Pour la quatrième année consécutive, David Moncoutié remporte le classement de la montagne, cette fois-ci devant Matteo Montaguti et Juan José Cobo.

## Coureurs et encadrement technique

### Effectif
| Cycliste            | Date de naissance | Nationalité | Équipe 2010                                     |
| ------------------- | ----------------- | ----------- | ----------------------------------------------- |
| Yoann Bagot         | 6 septembre 1987  | France      | Vélo-Club La Pomme Marseille                    |
| Florent Barle       | 17 janvier 1986   | France      | AVC Aix-en-Provence                             |
| Mickaël Buffaz      | 21 mai 1979       | France      | Cofidis                                         |
| Rémi Cusin          | 3 février 1986    | France      | Cofidis                                         |
| Jean-Eudes Demaret  | 25 juillet 1984   | France      | Cofidis                                         |
| Samuel Dumoulin     | 20 août 1980      | France      | Cofidis                                         |
| Leonardo Duque      | 10 avril 1980     | Colombie    | Cofidis                                         |
| Nicolas Edet        | 2 décembre 1987   | France      | Véranda Rideau Sarthe 72                        |
| Julien El Fares     | 1er juin 1985     | France      | Cofidis                                         |
| Julien Fouchard     | 20 août 1986      | France      | Cofidis                                         |
| Tony Gallopin       | 24 mai 1988       | France      | Cofidis                                         |
| Kevyn Ista          | 25 novembre 1984  | Belgique    | Cofidis                                         |
| Jens Keukeleire     | 23 novembre 1988  | Belgique    | Cofidis                                         |
| Kalle Kriit         | 13 novembre 1983  | Estonie     | Cofidis                                         |
| Arnaud Labbe        | 3 novembre 1976   | France      | Cofidis                                         |
| Luis Ángel Maté     | 23 mars 1984      | Espagne     | Androni Giocattoli-Serramenti PVC Diquigiovanni |
| David Moncoutié     | 30 avril 1975     | France      | Cofidis                                         |
| Damien Monier       | 27 août 1982      | France      | Cofidis                                         |
| Adrien Petit        | 26 septembre 1990 | France      | CC Nogent-sur-Oise                              |
| Aleksejs Saramotins | 8 avril 1982      | Lettonie    | HTC-Columbia                                    |
| Nico Sijmens        | 1er avril 1978    | Belgique    | Cofidis                                         |
| Rein Taaramäe       | 24 avril 1987     | Estonie     | Cofidis                                         |
| Tristan Valentin    | 23 février 1982   | France      | Cofidis                                         |
| Nicolas Vogondy     | 8 août 1977       | France      | BBox Bouygues Telecom                           |
| Romain Zingle       | 29 novembre 1987  | Belgique    | Cofidis                                         |
| Stagiaire           | Date de naissance | Nationalité | Équipe 2011                                     |
| Romain Delalot      | 18 avril 1991     | France      | CC Nogent-sur-Oise                              |
| Antoine Lavieu      | 28 septembre 1990 | France      | AVC Aix-en-Provence                             |
| Rudy Molard         | 17 septembre 1989 | France      | CC Étupes                                       |

## Bilan de la saison

### Victoires
| Date       | Course                                    | Pays     | Classe | Vainqueur          |
| ---------- | ----------------------------------------- | -------- | ------ | ------------------ |
| 04/02/2011 | 3e étape de l'Étoile de Bessèges          | France   | 2.1    | Samuel Dumoulin    |
| 13/02/2011 | 5e étape du Tour méditerranéen            | France   | 2.1    | David Moncoutié    |
| 13/02/2011 | Classement général du Tour méditerranéen  | France   | 2.1    | David Moncoutié    |
| 19/02/2011 | 1re étape du Tour du Haut-Var             | France   | 2.1    | Samuel Dumoulin    |
| 25/03/2011 | 5e étape du Tour de Catalogne             | Espagne  | WT     | Samuel Dumoulin    |
| 27/03/2011 | 7e étape du Tour de Catalogne             | Espagne  | WT     | Samuel Dumoulin    |
| 03/04/2011 | Flèche d'Émeraude                         | France   | 1.1    | Tony Gallopin      |
| 28/05/2011 | SEB Tartu GP                              | Estonie  | 1.1    | Jean-Eudes Demaret |
| 19/06/2011 | 4e étape de la Route du Sud               | France   | 2.1    | Luis Ángel Maté    |
| 20/06/2011 | Championnat d'Estonie du contre-la-montre | Estonie  | CN     | Rein Taaramäe      |
| 05/07/2011 | 3e étape du Tour d'Autriche               | Autriche | 2.HC   | Jens Keukeleire    |
| 03/08/2011 | 1re étape de Paris-Corrèze                | France   | 2.1    | Samuel Dumoulin    |
| 04/08/2011 | Classement général de Paris-Corrèze       | France   | 2.1    | Samuel Dumoulin    |
| 04/08/2011 | 2e étape du Tour du Danemark              | Danemark | 2.HC   | Rémi Cusin         |
| 13/08/2011 | Classement général du Tour de l'Ain       | France   | 2.1    | David Moncoutié    |
| 17/08/2011 | 2e étape du Tour du Limousin              | France   | 2.HC   | Tony Gallopin      |
| 31/08/2011 | 11e étape du Tour d'Espagne               | Espagne  | WT     | David Moncoutié    |
| 03/09/2011 | 14e étape du Tour d'Espagne               | Espagne  | WT     | Rein Taaramäe      |

### Résultats sur les courses majeures
Les tableaux suivants représentent les résultats de l'équipe dans les principales courses du calendrier international dans lesquelles l'équipe bénéficie d'une invitation (quatre des cinq classiques majeures, le Tour de France et le Tour d'Espagne). Pour chaque épreuve est indiqué le meilleur coureur de l'équipe, son classement ainsi que les accessits glanés par Cofidis sur les courses de trois semaines.

#### Classiques
| Classique            | Milan-San Remo            | Tour des Flandres    | Paris-Roubaix    | Liège-Bastogne-Liège | Tour de Lombardie |
| -------------------- | ------------------------- | -------------------- | ---------------- | -------------------- | ----------------- |
| Coureur (classement) | Aleksejs Saramotins (37e) | Leonardo Duque (19e) | Kevyn Ista (29e) | Mickaël Buffaz (57e) | Non invitée       |

#### Grands tours
| Grand tour           | Tour d'Italie | Tour de France      | Tour d'Espagne                                                                                         |
| -------------------- | ------------- | ------------------- | --- |
| Coureur (classement) | Non invitée   | Rein Taaramäe (11e) | David Moncoutié (37e)                                                                                  |
| Accessits            |               | -                   | 2 victoires d'étapes (David Moncoutié et Rein Taaramäe) et Grand Prix de la montagne (David Moncoutié) |

## Classement UCI

### UCI Europe Tour
L'équipe Cofidis termine à la cinquième place de l'Europe Tour avec 1 390 points. Ce total est obtenu par l'addition des points des huit meilleurs coureurs de l'équipe au classement individuel,.
| Rang  | Coureur             | Points |
| ----- | ------------------- | ------ |
| 14    | Tony Gallopin       | 345    |
| 24    | Samuel Dumoulin     | 265    |
| 38    | David Moncoutié     | 213    |
| 54    | Adrien Petit        | 185    |
| 100   | Rein Taaramäe       | 126    |
| 149   | Julien El Fares     | 101    |
| 204   | Jean-Eudes Demaret  | 80     |
| 215   | Jens Keukeleire     | 75     |
| 239   | Kevyn Ista          | 66     |
| 262   | Nicolas Vogondy     | 60     |
| 273   | Leonardo Duque      | 58     |
| 295   | Aleksejs Saramotins | 54     |
| 422   | Rémi Cusin          | 38     |
| 524   | Romain Zingle       | 28     |
| 599   | Nico Sijmens        | 22     |
| 633   | Tristan Valentin    | 20     |
| 709   | Luis Ángel Maté     | 16     |
| 727   | Nicolas Edet        | 15     |
| 1 052 | Damien Monier       | 6      |
| 1 222 | Arnaud Labbe        | 2      |